# Bolitoglossa tica
Bolitoglossa tica är en groddjursart som beskrevs av García-París, Parra-Olea och David Burton Wake 2008. Bolitoglossa tica ingår i släktet Bolitoglossa och familjen lunglösa salamandrar. IUCN kategoriserar arten globalt som starkt hotad. Inga underarter finns listade.